# Rudolf Kuthan
Rudolf Kuthan (15. srpna 1886 Praha – 24. října 1966 Praha) byl český klasický filolog, středoškolský profesor a překladatel antické literatury (z latiny i z klasické řečtiny). Kuthanovy překlady se vyznačují pečlivostí a sdělností.

## Život
Narodil se v rodině ředitele vinohradské tržnice Vojtěcha Kuthana (1854–??) a jeho manželky Karoliny, rozené Hilšerové (1864–??). Po maturitě na gymnáziu v Praze v roce 1905 studoval bohemistiku a klasickou filologii na filosofické fakultě Univerzity Karlovy. Po jejím absolvování v roce 1911 nastoupil jako středoškolský profesor češtiny, latiny a řečtiny na středních školách v Klatovech a v Praze. V Klatovech působil jeden rok, v Praze až do roku 1948 s výjimkou let 1941–1945, kdy byl dočasně nuceně penzionován. V letech 1956–1958 byl bezdůvodně vězněn. Z vězení se vrátil fyzicky i duševně zlomen.

### Rodinný život
Oženil se 27. února 1916 v Klatovech s Miladou, rozenou Kuthanovou (1889–??).
Jeho ženou byla též MUDr. Marie Kuthanová (1891–1965). Měl syna Radima (1927–1998, politický vězeň 1948–1956) a dceru Milenu (PhDr., 1935–2005), provdanou Bubeníčkovou.
Rudolf a Marie Kuthanovi jsou uvedeni v kenotafu na rodinném hrobě na Vinohradském hřbitově. Ostatky obou manželů byly rozptýleny na hřbitově na Malvazinkách v Praze.

## Dílo

### Překlady
- Ezop. Bajky. Praha : Aulos, 1993.
- Dafnis a Chloé.
- Marcus Aurelius: Hovory k sobě.
- Epiktétos: Rukojeť. Rozpravy.

„A přece, ptáš-li se mě, co jest dobrem pro člověka, nemohu ti nic jiného říci, než že jakási svoboda volby.“ (Z Kuthanova překladu Epiktétových Rozprav)

### Antologie
- Čtení z antiky. Praha : Svoboda, 1969.
- Láska a dobrodružství. Praha : Odeon, 1971.
- Láska a válka. Praha : Odeon, 1971.
- O vlastním osudu. Praha : Odeon, 1973.
- Písně pastvin a lesů. Praha : Svoboda, 1977.
- Řečtí idylikové Theokritos – Moschos – Bion. Praha : Toužimský a Moravec, 1946.